# Rodeo (canção)
"Rodeo" é uma canção dos rappers americanos Lil Nas X e Cardi B.

## Certificações

### Certificações
| País           | Certificador      | Certificação |
| -------------- | ----------------- | ------------ |
| Brasil         | Pro-Música Brasil | 2× Platina   |
| Canadá         | Music Canada      | Diamante     |
| Polónia        | ZPAV              | 1× Ouro      |
| Estados Unidos | RIAA              | 2× Platina   |